# Motorvägar i Irland
Republiken Irland har ett förhållandevis ungt motorvägsnät. År 1990 fanns bara ett par mil i landet, och Republiken Irland var känt för sin dåliga vägkvalitet. En hel del har dock byggts sedan dess, och utbyggnaden fortsätter, delvis tack vare EU-stöd. I slutet av år 2002 fanns det 130 km motorväg.
Motorvägsnumren i Irland följer riksvägarna (National roads), dvs en nybyggd motorväg ersätter riksvägen och N byts mot M för motorvägen. Till exempel ersätts N1 med M1 där vägen är motorväg. Principen för numren är solfjäderprincipen, de lägsta numren utgår från huvudstaden i olika riktningar, i nummerordning. I Irlands fall numreras dessa 1-11. Andra vägar har nummer över 11. Denna solfjädersprincip används i ett antal andra länder, till exempel Belgien, Finland, Ungern och Ryssland.
Nämnda uppgifter inkluderar inte Nordirland som tillhör Storbritannien, och som har haft betydligt bättre vägkvalitet och tidigare betydligt mer motorvägar än republiken, som dock gått om, eftersom mycket lite byggts i Nordirland på senare år.

## Motorvägssträckor i Republiken Irland
- M1: Dublin–Dundalk(–Belfast)
- M2: Killshane–Ashbourne
- M3: Blanchardstown–Kells
- M4: Lucan–Mullingar

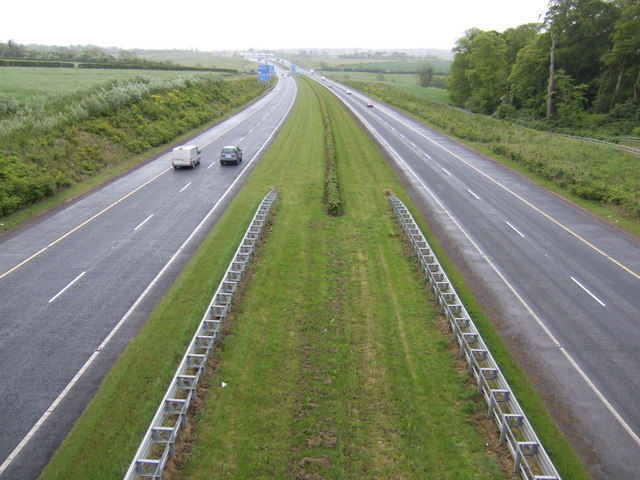
M1

- M6: Kinnegad–Galway med en lucka vid Athlone
- M7: Naas–Borris-in-Ossory, Nenagh–Limerick
- M8: Portlaoise–Cork
- M9: Newbridge–Waterford
- M11: Dublin–Bray, Ashford–Rathnew, Arklow–Gorey
- M18: Hurler's Cross–Ennis
- M20: Limerick–Patrickswell
- M50: Ring runt Dublin